# Elberon (Nova Jersey)
Elberon é uma comunidade não incorporada que faz parte da Long Branch em Monmouth County, Nova Jérsia, Estados Unidos. A área é servida como CEP 07740 dos Serviços Postais dos Estados Unidos. Até à data do recenseamento 2010 dos Estados Unidos, a população para a área de tabulação do código postal 07740 era 31.038 .